# Talbot 105
Talbot 105 – sportowy samochód osobowy produkowany przez brytyjską wówczas firmę Talbot w latach 1926–1935. Dostępny jako 2-drzwiowy roadster. Do napędu użyto silnika R6 o pojemności trzech litrów i mocy 104 koni mechanicznych. Moc przenoszona była na oś tylną poprzez 4-biegową manualną skrzynię biegów.

## Dane techniczne

### Silnik
- R6 3,0 l (2969 cm³), 2 zawory na cylinder, OHV
- Układ zasilania: gaźnik
- Średnica × skok tłoka: 75,00 mm × 112,00 mm
- Stopień sprężania: 6,5:1
- Moc maksymalna: 101 KM (74,6 kW) przy 4000 obr./min